# William Wack

Bischofswappen von William Albert Wack

William A. Wack CSC (* 28. Juni 1967 in South Bend, Indiana) ist ein US-amerikanischer Ordensgeistlicher und römisch-katholischer Bischof von Pensacola-Tallahassee.

## Leben
William Wack erwarb 1990 an der University of Notre Dame einen Bachelor-Abschluss im Fach Politikwissenschaft und Internationale Beziehungen. Anschließend trat der Kongregation vom Heiligen Kreuz bei, legte am 28. August 1993 die Profess ab und empfing am 9. April 1994 das Sakrament der Priesterweihe.
Als Priester war er in der Pfarrseelsorge und in verschiedenen Bereichen innerhalb seiner Ordensgemeinschaft tätig. Im Jahr 2002 erwarb er an der University of Notre Dame ein Diplom in Executive Management. Von 2003 bis 2008 gehörte er dem Vorstand der Diözesancaritas im Bistum Phoenix an und von 2009 bis zu seiner Ernennung zum Bischof war er Pfarrer in Austin. Im Bistum Austin war er Vorsitzender der Diözesankommission für die katholischen Schulen, Vizepräsident des Priesterrates und Dekan des Dekanats Austin Central.
Papst Franziskus ernannte ihn am 29. Mai 2017 zum Bischof von Pensacola-Tallahassee. Der Erzbischof von Miami, Thomas Wenski, spendete ihm am 22. August desselben Jahres die Bischofsweihe. Mitkonsekratoren waren der Bischof von Peoria, Daniel Robert Jenky CSC, und der Bischof von Austin, Joe Steve Vásquez.